# UCI Amèrica Tour 2022
L'UCI Amèrica Tour 2022 és la divuitena edició de l'UCI Amèrica Tour, un dels cinc circuits continentals de ciclisme de la Unió Ciclista Internacional. Està format per una quinzena de proves, organitzades del 31 d'octubre de 2021 al 4 de setembre de 2022 a Amèrica.

## Evolució del calendari

### Octubre 2021
| Data | Cursa             | País      | Cat. | Vencedor    | Equip                               | Ref. |
| ---- | ----------------- | --------- | ---- | ----------- | ----------------------------------- | ---- |
| 31-7 | Volta a Veneçuela | Veneçuela | 2.2  | Jorge Abreu | Fina Arroz-Venezuela País de Futuro |      |

### Desembre 2021
| Data | Cursa                                                | País     | Cat. | Vencedor      | Equip              | Ref. |
| ---- | ---------------------------------------------------- | -------- | ---- | ------------- | ------------------ | ---- |
| 1    | Contrarellotge dels Jocs Panamericans de la joventut | Colòmbia | 1.2  | Víctor Ocampo | Colombie espoirs   |      |
| 3    | Cursa en línia dels Jocs Panamericans de la joventut | Colòmbia | 1.2  | Gabriel Rojas | Costa Rica espoirs |      |
| 8-15 | Volta a l'Equador                                    | Equador  | 2.2  | Steven Haro   | Team Pichincha     |      |

### Gener
| Data  | Cursa            | País      | Cat. | Vencedor      | Equip             | Ref. |
| ----- | ---------------- | --------- | ---- | ------------- | ----------------- | ---- |
| 16-23 | Volta al Táchira | Veneçuela | 2.2  | Roniel Campos | Deportivo Táchira |      |

### Febrer
| Data | Cursa                        | País      | Cat. | Vencedor       | Equip                                            | Ref. |
| ---- | ---------------------------- | --------- | ---- | -------------- | ------------------------------------------------ | ---- |
| 9-13 | Vuelta del Porvenir San Luis | Argentina | 2.2  | Nicolás Tivani | Agrupación Virgen de Fátima-San Juan Biker Motos |      |

### Abril
| Data | Cursa                          | País         | Cat. | Vencedor       | Equip                                            | Ref. |
| ---- | ------------------------------ | ------------ | ---- | -------------- | ------------------------------------------------ | ---- |
| 7-10 | Vuelta a Formosa Internacional | Argentina    | 2.2  | Nicolás Tivani | Agrupación Virgen de Fátima-San Juan Biker Motos |      |
| 8-17 | Volta a l'Uruguai              | Uruguai      | 2.2  | Agustín Alonso | Club Ciclista Ciudad del Plata                   |      |
| 27-1 | Tour de Gila                   | Estats Units | 2.2  | Sean Gardner   | CS Velo Racing                                   |      |

### Maig
| Data  | Cursa                 | País         | Cat. | Vencedor        | Equip               | Ref. |
| ----- | --------------------- | ------------ | ---- | --------------- | ------------------- | ---- |
| 19-22 | Joe Martin Stage Race | Estats Units | 2.2  | Jonathan Clarke | Wildlife Generation |      |

### Juny
| Data | Cursa            | País     | Cat. | Vencedor     | Equip        | Ref. |
| ---- | ---------------- | -------- | ---- | ------------ | ------------ | ---- |
| 3-12 | Volta a Colòmbia | Colòmbia | 2.2  | Fabio Duarte | Medellín-EPM |      |

### Juliol
| Data  | Cursa             | País      | Cat. | Vencedor   | Equip    | Ref. |
| ----- | ----------------- | --------- | ---- | ---------- | -------- | ---- |
| 24-31 | Volta a Veneçuela | Veneçuela | 2.2  | Luis Gómez | Carabobo |      |

### Octubre
| Data | Cursa                                  | País     | Cat. | Vencedor      | Equip     | Ref.  |
| ---- | -------------------------------------- | -------- | ---- | ------------- | --------- | ----- |
| 3    | Contrarellotge dels Jocs Sud-americans | Paraguai | 1.2  | Walter Vargas | Colòmbia  | [ 3 ] |
| 5    | Cursa en línia dels Jocs Sud-americans | Paraguai | 1.2  | Orluis Aular  | Veneçuela | [ 4 ] |

## Classificacions
- Nota: classificacions definitives a 18 d'octubre.[5][6]

| #  | Ciclista           | Equip                 | Punts |
| -- | ------------------ | --------------------- | ----- |
| 1  | Sergio Higuita     | Bora-Hansgrohe        | 1.992 |
| 2  | Daniel Martínez    | Ineos Grenadiers      | 1.920 |
| 3  | Richard Carapaz    | Ineos Grenadiers      | 1.706 |
| 4  | Neilson Powless    | EF Education-EasyPost | 1.079 |
| 5  | Miguel Ángel López | Astana Qazaqstan Team | 883   |
| 6  | Brandon McNulty    | UAE Team Emirates     | 880,5 |
| 7  | Nairo Quintana     | Arkéa-Samsic          | 880   |
| 8  | Rigoberto Urán     | EF Education-EasyPost | 691   |
| 9  | Magnus Sheffield*  | Ineos Grenadiers      | 688   |
| 10 | Michael Woods      | Israel-Premier Tech   | 662   |

| #  | Equip                                 | Pts.  |
| -- | ------------------------------------- | ----- |
| 1  | Human Powered Health                  | 876   |
| 2  | Panamá es Cultura y Valores           | 650   |
| 3  | Movistar-Best PC                      | 441   |
| 4  | Medellín-EPM                          | 437   |
| 5  | Hagens Berman-Axeon                   | 436,5 |
| 6  | Banco Guayaquil Ecuador               | 399   |
| 7  | Chimbas Te Quiero                     | 395   |
| 8  | Wildlife Generation Pro Cycling       | 372   |
| 9  | Colombia Tierra De Atletas-GW Shimano | 347   |
| 10 | Java Kiwi Atlántico                   | 290   |

| #  | País         | Pts.  |
| -- | ------------ | ----- |
| 1  | Colòmbia     | 8.076 |
| 2  | Estats Units | 3.578 |
| 3  | Equador      | 3.153 |
| 4  | Canadà       | 2.297 |
| 5  | Argentina    | 1.112 |
| 6  | Veneçuela    | 949   |
| 7  | Panamà       | 668   |
| 8  | Uruguai      | 471   |
| 9  | Brasil       | 460   |
| 10 | Xile         | 350   |

| #  | País         | Pts.  |
| -- | ------------ | ----- |
| 1  | Estats Units | 1.262 |
| 2  | Colòmbia     | 577   |
| 3  | Equador      | 332   |
| 4  | Panamà       | 282   |
| 5  | Argentina    | 253   |
| 6  | Bolívia      | 240   |
| 7  | Puerto Rico  | 201   |
| 8  | Canadà       | 189   |
| 9  | Veneçuela    | 178   |
| 10 | Xile         | 158   |